# Ultimate Guitar
Ultimate Guitar, también conocido como Ultimate-Guitar.com o simplemente UG, es una página web con un complejo archivo de tablaturas para guitarras y bajos, análisis, reportes y entrevistas sobre música en general, creado por Eugeny Naidenov, un estudiante de economía de la Universidad Estatal Immanuel Kant de Rusia. El sitio web también dispone de una comunidad de guitarristas de todo el mundo y de artistas de renombre, como el caso de Slash, miembro de Guns N' Roses.
Ultimateguitar.com se fundó el 9 de octubre de 1998 y contiene un catálogo de más de 800 000 canciones. También cuenta con una sección llamada Ultimate-Guitar.TV que contiene videos sobre entrevistas a grupos musicales y solistas,  a temas relacionados con tablaturas, entre otros.

## Tablaturas
Las tablaturas pueden ser solicitadas en la página, previo registro. La comunidad en general puede votar sobre las tablaturas subidas entre una estrella como registro de mala calidad y cinco al mejor. También se puede leer archivos sobre tablaturas de bajos y guitarras por medio del formato ASCII. Mientras que los archivos Guitar Pro y Power Tab Editor se ejecutan por medio de programas que pueden reproducir las tablaturas. Estos archivos de pueden abrir y guardar en el ordenador del usuario.
Las tablaturas se pueden buscar por artista, álbum o nombre de la canción.

## Ultimate-Guitar.TV
Las más recientes adiciones a Ultimate-Ultimate-Guitar es Guitar.tv. Esta sección de la página web contiene videos sobre entrevistas de artistas y grupos musicales, además de lesiones sobre guitarras, bajos y composiciones y todo tipo de videos sobre música.

## Problemas con la Asociación de Editores de Música
Después de que la Asociación de Editores de Música cerrara varios portales web debido a la violación de derechos de licencia, la web Ultimateguitar.com mantuvo una serie de confrontaciones con la asociación de editores, luego de que el organismo emprendiera una serie de acciones legales en contra de ultimateguitar.com, pero un comunicado de la web informó a la asociación que esta situación no afectaría, debido a que el sitio fue creado en Rusia «con las leyes de derechos de autor ruso», quedando excluida de las leyes estadounidenses.
En abril de 2010, Ultimateguitar.com entró en un acuerdo de licencia con la agencia Harry Fox. El acuerdo incluye el pago de derechos por la exhibición de las letras, búsqueda de títulos y tablaturas, con capacidad de descarga e impresión. Más de 44 000 editores representados por la agencia Harry Fox tienen la oportunidad de optar por el acuerdo de licencia con Ultimateguitar.com.